# Cribropleurostomellinae
Cribropleurostomellinae es una subfamilia de foraminíferos bentónicos de la familia Ellipsoidinidae, de la superfamilia Pleurostomelloidea, del suborden  Buliminina y del orden Buliminida. Su rango cronoestratigráfico abarca el Cenomaniense superior (Cretácico superior).

## Discusión
Clasificaciones previas incluían Cribropleurostomellinae en la familia Pleurostomellidae, así como en el suborden Rotaliina y/o orden Rotaliida.

## Clasificación
Cribropleurostomellinae incluye al siguiente género:
- Cribropleurostomella †